# 영흥 (후한)
영흥(永興)은 중국 후한(後漢) 환제(桓帝)의 네 번째 연호이다. 153년 5월에서 155년 1월까지 1년 9개월 동안 사용하였다.

## 개원
원가(元嘉) 3년 5월 22일(153년 7월 1일)에 연호를 영흥(永興)으로 개원함.

## 연대대조표
| 영흥                | 원년       | 2년        | 3년        |
| 서력                | 153년      | 154년      | 155년      |
| 육십간지 (六十干支) | 계사(癸巳) | 갑오(甲午) | 을미(乙未) |

## 같이 보기
- 다른 왕조의 같은 연호
  - 서진(西晉) 영흥(304년 ~ 306년)
  - 전진(前秦) 영흥(357년 ~ 359년)
  - 염위(苒魏) 영흥(350년 ~ 352년)
  - 북위(北魏) 영흥(409년 ~ 413년)
  - 북위(北魏) 영흥(532년)

- 중국의 연호

| 이전 연호 원가(元嘉) | 중국의 연호 후한(後漢) | 다음 연호 영수(永壽) |